# Daryl Irvine
Helen Daryl Irvine (* 25. August 1932 in Toronto, Ontario; † 9. November 2020 in Kingston, Ontario) war eine kanadische Pianistin und Musikpädagogin.

## Leben
Irvine studierte am Royal Conservatory of Music bei Earle Moss (1948–1951) und Eric Rollinson (1949–1953). Sie gewann ein Stipendium des Associated Board of the Royal Schools of Music und war von 1954 bis 1957 am Royal College of Music in London Schülerin von Norman Greenward und Herbert Howells. Sie gab erfolgreich Konzerte in London und Berlin und wirkte 1958–1959 an Pablo Casals’ Meisterklassen für Kammermusik in der Schweiz mit. Als Stipendiatin des Canada Council nahm sie zwischen 1958 und 1960 Unterricht bei Karl Engel in England und Deutschland.
Sie gewann am Royal College of Music den Dannreuther Concerto Prize und den Marie Curtis Prize und beim Musikwettbewerb in Hanover 1960 den Ersten und Zweiten Preis im Bereich Kammermusik. Werke kanadischer Komponisten sind fester Bestandteil ihres Repertoires. Walter Buczynski komponierte 1967 seine Klaviersonate für sie, und 1970 spielte sie die Uraufführung seiner Four Movements for Piano and Strings. Sie trat mit dem Boyd Neel Orchestra, dem Hart House Orchestra, dem Toronto Symphony Orchestra und den Orchestern der CBC (u. a. unter Leitung von Gary Bertini und Lukas Foss) als Solopianistin und als Kammermusikern auf und gab in London Konzerte in der Wigmore Hall und in New York in der Carnegie Hall.
Seit 1960 unterrichtete Irvine Klavier und Orgel am Royal Conservatory of Music, dessen Prüfungskommission sie von 1986 bis 1990 leitete. Sie war Mitglied der Ontario Registered Music Teachers Association, die sie 2002 mit einem Preis auszeichnete. Mit ihrem Mann R. G. Condie verfasste sie das Buch How to Prepare for and Take a Practical Music Examination (1984).

## Quelle
- Daryl Irvine. In:  Encyclopedia of Music in Canada. herausgegeben von The Canadian Encyclopedia (englisch, französisch).